# Pleśna (Klein-Polen)
Pleśna is een dorp in het Poolse woiwodschap Klein-Polen, in het district Tarnowski. De plaats maakt deel uit van de gemeente Pleśna en telt 1600 inwoners.